# Вовк Анатолій Іванович
Анатоль Вовк (Анатолій Іванович; *11 березня 1921, м. Ростов-на-Дону, Російська Федерація — †9 листопада 1992, м. Едісон, штат Нью-Джерсі, США). Псевдоніми: Андрій Вільшенко, Вілан, Іванович, Марія Вельте.
Член НТШ (від 1958 — заступник голови термінологічної комісії, від 1981 — член-кореспондент філологічної секції). Закінчив хімічний факультет Львівської політехніки (1944).

## Біографія
Народився в Ростові над Доном, куди під час Першої світової війни (1916) інтерновано з Галичини його батьків, Івана Вовка та Ольгу (з Чубатих). 1923 року, після смерті батька, родина повернулася до Галичини. 1939 року Анатоль Вовк закінчив восьмирічну державну гімназію в Бродах. Того ж року вступив на хімічний факультет Львівської політехніки. По закінченні, у квітні 1944 року, мусив виїхати на працю до Німеччини, де працював хіміком в околицях Берліна, потім, до закінчення війни, у Реґенсбурзі, у Баварії. Студіював на вищий науковий ступінь спочатку в Технічній Вищій Школі в Мюнхені, потім в Університеті ім. Ґете у Франкфурті над Майном. Ці студії перервано навесні 1947 року переїздом до США. Там, аж до виходу на пенсію, працював дослідником у дослідницьких хімічних лабораторіях кількох приватних фірм. Останні роки плідно працював у ділянці технології синтетичних барвників. Одержав 13 американських і 52 закордонних патенти.

## Діяльність в царині мови і термінології
Позаяк у польській гімназії в Бродах навчання української мови було незадовільним, А. Вовк вивчав її самотужки, використовуючи варшавські видання проф. Івана Огієнка. Під час цієї праці багато уваги присвячував українській технічній термінології. Працю цю згодом продовжував у Німеччині, де опрацював термінологію до «Підручника шофера» інж. Маркіяна Домбровського, що вийшов друком в м. Реґенсбурґзі 1946 року.
1963 р. Анатоль Вовк став звичайним членом НТШ, а 1981 року — членом-кореспондентом його філологічної секції. З утворенням 1958 року Термінологічної комісії НТШ, А.Вовка обрано заступником голови цієї комісії. Цю функцію він виконував до своєї смерти. 1966 року А. Вовк був одним з ініціяторів створення Українського Термінологічного Центру Америки (УТЦА). А. Вовк був заступником голови (1966—1978), а від 1978 р. до трагічної загибелі в автомобільній катастрофі — головою УТЦА.
Від 1986 року був членом Робочої групи для опрацьовання усучасненого правописного словника на базі «Правописного словника» Г. Голоскевича з 1930 року.
Був редактором часопису Вісті українських інженерів Товариства українських інженерів Америки (1967—1977), від 1979 року був одним із трьох редакторів сторінок культури української мови ‚‚Мова про мову", додатку до «Свободи». Виступав із доповідями щодо української термінології, від 1988 у журналі «Рідна школа» друкував «Словник-порадник для дерусифікації і збагачення української мови».
Анатоль Вовк — автор понад 150 друкованих праць (книжок, наукових, науково-популярних та публіцистичних статей, рецензій, відгуків) у галузі термінознавства, лексикографії, культури мови.
Серед його лексикографічних здобутків «Довідник для співробітників Українського Термінологічного Центру» (Ню Йорк: В-во УТЦА, 1967). Після цього з'явився "Вибірковий англійсько-український словник з природознавства, техніки і сучасного побуту " (Ню Йорќ, в-во УТЦА. Частина І (А-М), 1982; частина II (N-Z); в зошитах, 1982—1990, задуманий як доповнювальний та поправковий словник до англо-українського словника М. Подвезька та М. Балли.
Піонерським виданням для українського кольорознавства був "Англійсько-український словник назв кольорів і кольорознавства ", Ню Йорк, в-во НТШ, 1986, заснований на міжнародній системі «Universal Color Language».
1991 року вийшов друком «Словничок-порадник з культури української мови». — Ню Йорк: Вид-во Шкільної Ради, 1991, де об'єднано згадані вище його публікації в журналі «Рідна школа» та газеті «Свобода».
Протягом останніх років життя Анатоль Вовк значно доповнив та доопрацював «Англійсько-українського словника вибраної лексики (природничі науки, техніка, сучасний побут)». Видані матеріяли та пізніші машинописи та рукописні поправки за дорученням А. Вовка привіз до Львова проф. Олекса Біланюк, аби видати його в Україні. Почалася підготовча робота, однак ґрунтовне редагування словника перервала трагічна смерть укладача. Було вирішено відмовитися від кардинальних змін, не робити будь-яких доповнень і видати словника, виправивши лише очевидні помилки й неточності. Цей труд взяли на себе родина А. Вовка, проф. Олекса-Мирон Біланюк, проф. Георгій Сулим та канд. фіз.-мат. наук Ольга Кочерга. Словник А. Вовка вийшов друком 1998 року під шапкою НТШ у Львові та Термінологічного Центру Північної Америки.

## Праці
- Покажчик праць Анатоля Вовка [Архівовано 8 грудня 2011 у Wayback Machine.]